# زنجانی
زنجانی (منسوب به زنجان) می‌تواند به افراد زیر اشاره کند:
- بابک زنجانی
- اسدالله بیات زنجانی
- سید رضا زنجانی
- سید موسی شبیری زنجانی
- سید احمد زنجانی
- سید ابوالفضل زنجانی
- سید عزالدین حسینی زنجانی
- عباسعلی عمید زنجانی
- میرزا ابوطالب زنجانی
- احمد زنجانی معصومی
- شیخ ابراهیم زنجانی
- عبدالکریم زنجانی
- میرزا ابوالقاسم زنجانی
- شیخ‌الاسلام زنجانی
- ملا محمدعلی زنجانی
- میرزا باقر زنجانی
- سید محمد موسوی زنجانی
- علی زنجانی حسنلوئی
- حسین دین‌محمدی زنجانی
- مسعود روغنی زنجانی
- میرزا ابراهیم حکمی زنجانی
- اخی فرج زنجانی
- عبدالکریم خوئینی زنجانی
- حاج میر بهاءالدین زنجانی
- قربان‌علی زنجانی
- میرزا ابوالقاسم زنجانی (۱۲۲۴-۱۲۹۲)
- سید اسماعیل موسوی زنجانی
- حاج ملا آقاجان (حاج ملاآقاجان زنجانی)
- صدرالدین احمد خالد زنجانی
- سید احمد فهری زنجانی
- سید باقر حری (اقبالی زنجانی)
- ابوالفضل زنجانی